# Aristolochia malmeana
Aristolochia malmeana là một loài thực vật có hoa trong họ Aristolochiaceae. Loài này được Hoehne mô tả khoa học đầu tiên năm 1925.